# المسيحية في غينيا الاستوائية

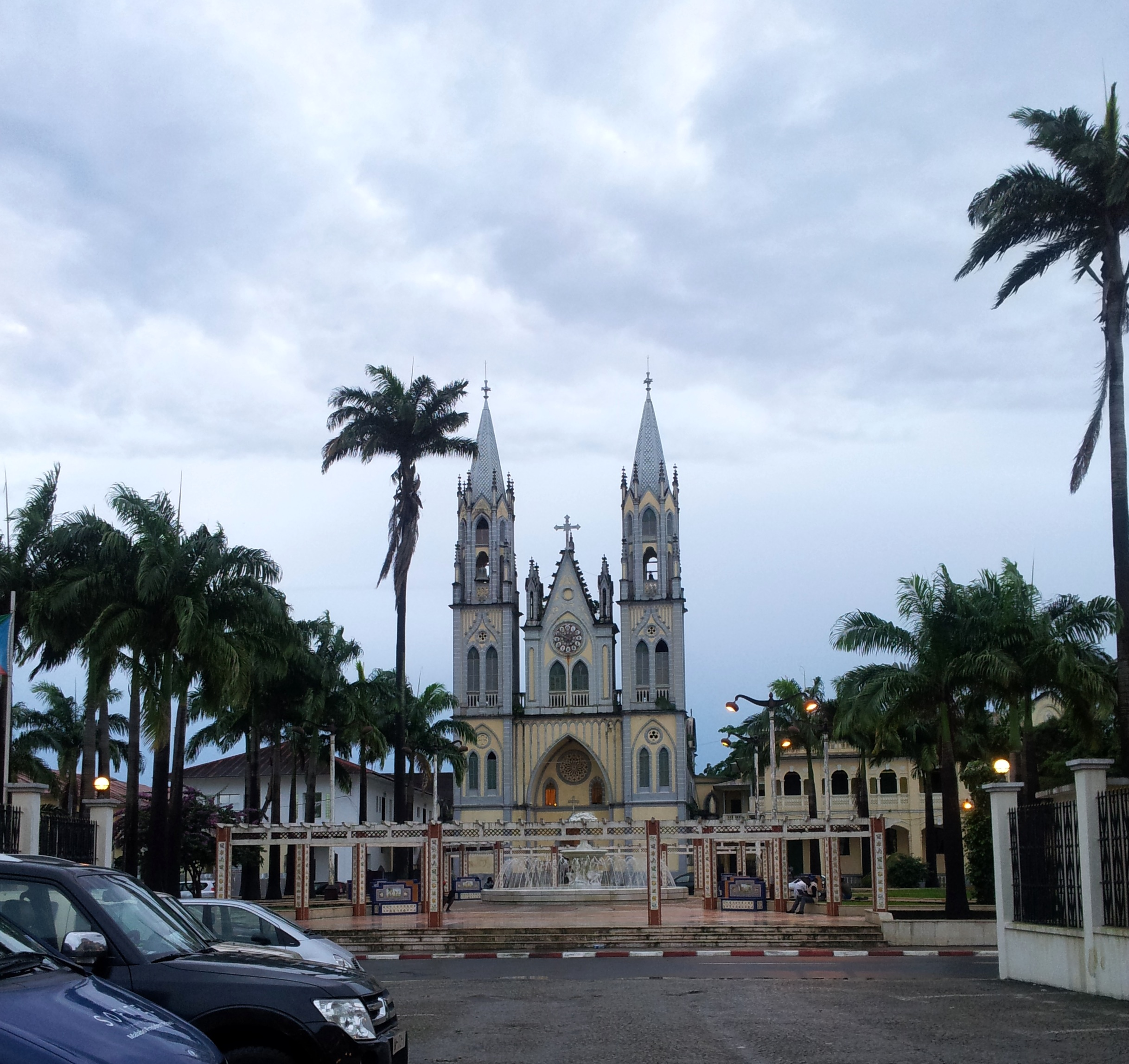
كاتدرائية القديسة إيزابيل في مالابو.

تُشكل المسيحية في غينيا الاستوائية أكثر الديانات انتشارًا بين السكان، وفقاً للتقديرات فإنّ حوالي 93% من السكان هم مسيحيين. يُشير تقرير لوزارة الخارجية الأمريكية عام 2007 أنَّ حوالي 87% من السكان هم من أتباع الكنيسة الرومانية الكاثوليكية وحوالي 5% هم من أتباع الكنائس البروتستانتية المختلفة (خصوصًا الكنيسة الميثودية والمشيخية). وتضم غينيا الاستوائية على واحدة من أعلى نسب الكاثوليك في إفريقيا، وهو نتيجة للإرث الإستعماري الإسباني. يعود أصول المسيحيّة إلى عصور ما قبل الإستعمار حيث وصلت المسيحية للبلاد من خلال المبشرين الإسبان والبرتغاليين في القرن الخامس عشر، وعندما أضحت البلاد مستعمرة لإسبانيا في عام 1778 كان عدد كبير من السكان قد أصبح مسيحيًّا. ومنذ منتصف القرن التاسع عشر كانت بداية وصول البعثات البروتستانتية للبلاد.

## تاريخ

### الحقبة الإستعمارية

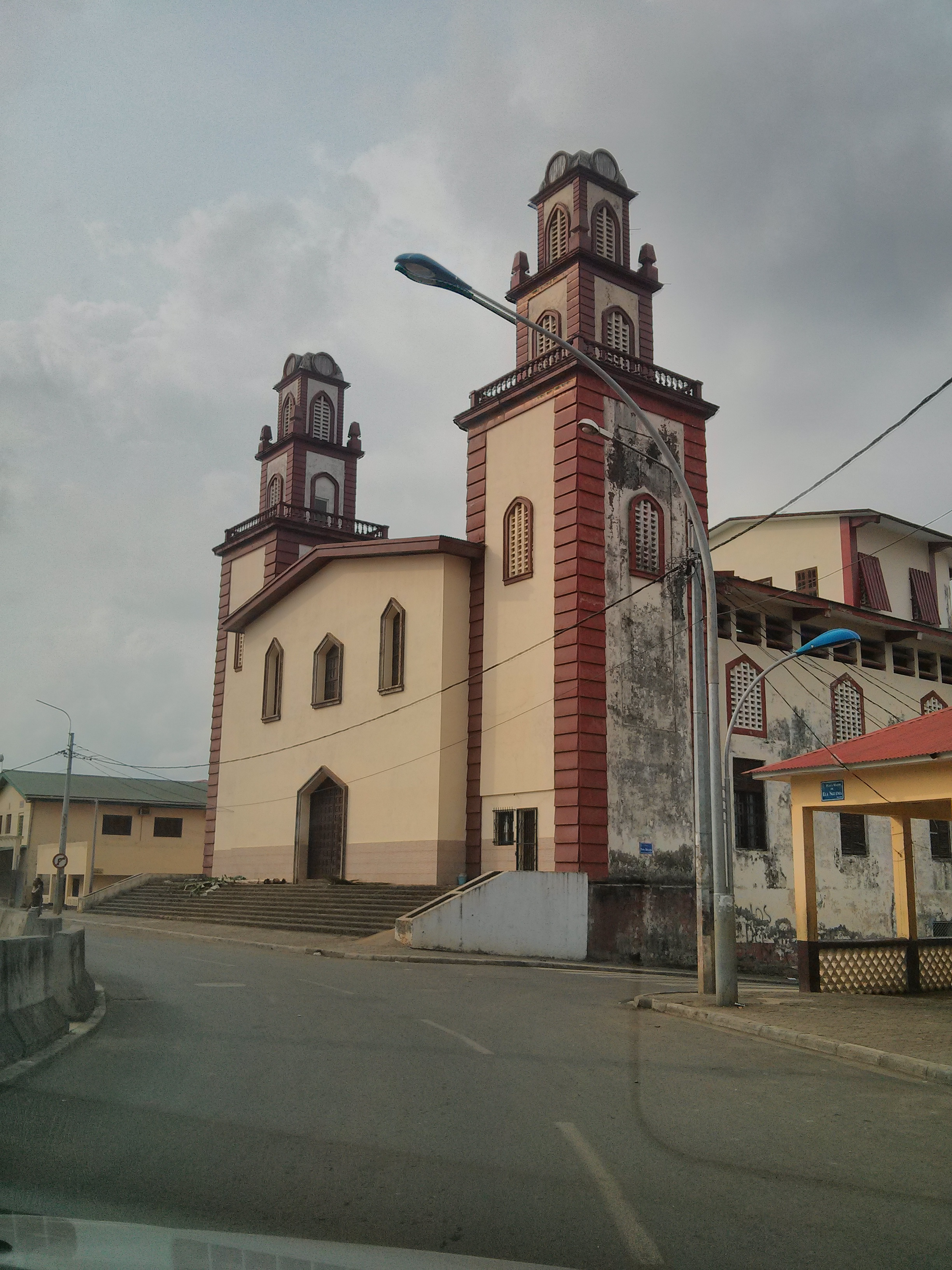
كنيسة القديس فرنسيس كسفاريوس في مالابو.

تعود أصول المسيحيّة في البلاد إلى عصور ما قبل الإستعمار، حيث وصلت المسيحية للبلاد من خلال المُبشرين الإسبان والبرتغاليين في القرن الخامس عشر. عندما أضحت البلاد مستعمرة لإسبانيا في عام 1778 كان عدد كبير من السكان قد أصبح مسيحيًّا. وقامت الحكومة الإستعمارية بإستخدام اللغة الإسبانية في المجال التعليمي، وأستخدم البرتغاليون اللغة البرتغالية كلغة ليتورجية من قبل الكاثوليك المحليين. وقامت الحكومة الإسبانية بتعزيز الحضور الكاثوليكي ثقافياً واجتماعياً. ولعب التفسير الحرفي للتوراة عند مسيحيين غينيا الاستوائية دوراً هامّاً في تثبيت ختان الذكور في هذا البلد.
منذ منتصف القرن التاسع عشر كانت بداية وصول البعثات البروتستانتية، مثل البعثات المعمدانية في عام 1841، والمشيخية في عام 1850 والتي قدمت من الولايات المتحدة. وقّعت معاهدة عام 1853 بين إسبانيا والبابويَّة الكاثوليكية أعلن فيها أن الدين الرسمي هو الكاثوليكية في مملكة إسبانيا ومستعمراتها، أدى ذلك إلى طرد بعض أو عدم الاعتراف بالديانات المتنافسة. لم تعترف الحكومة الإستعماريَّة بالكنيسة المشيخية حتى عام 1906، حيث لم يسمح ببناء المدارس البروتستانتية تحت الحكم الإسباني. وأدى التعصب والاضطهاد إلى تغيير لا مفر منه في ظروف الكنيسة المشيخية في غينيا الإسبانية، حيث اضطرت الكنيسة إلى التخلي عن مدارسها وعملها الطبي. وفي عام 1924 اضطر جميع المبشرين البروتستانت لمغادرة البلاد. ولإحياء العمل التشيري، أرسلت البعثة الأمريكية المشيخية زوجين للتبشير إلى غينيا الاستوائية في عام 1932. وقد انخرط الزوجان بقوة في تنظيم جمعية نسائية ديناميكية، والتي ظلت حتى اليوم جزءًا مهمًا من حياة الكنيسة الدينيَّة. وفي عام 1936 تم تأسيس جمعية الشباب.
في عام 1952، أغلقت الحكومة الإسبانية، والتي كانت تربطها علاقات وثيقة مع الإكليروس الكاثوليكي، جميع الكنائس البروتستانتية، وسُمح فقط لتلك التي كانت موجودة قبل نظام فرانثيسكو فرانكو. وفي عام 1957، انضمت رعية موني ريو إلى الكنيسة المشيخية في الكاميرون وذلك كجزء من السينودس الإقليمي لمونيكام. بعد سنة انسحبت لأسباب تتعلق بعملية إنهاء الإستعمار، واندمجت في سينودس نيو جيرسي في الولايات المتحدة. وعمل عدد من المبشرين الأمريكيين في الكنيسة خلال هذه الفترة، ولكن غادر معظمهم البلاد في عام 1968، عشية الاستقلال بوقت قصير. بين عام 1936 وعام 1962 تم تعزيز مكانة الكنيسة المشيخية من قبل نشاط عدد من القساوسة المرسلين من قبل الكنيسة المشيخية الكاميرونية. وفي عام 1960، التقى حوالي عشرين مندوبًا ووافقوا على دستور جديد للكنيسة المشيخية الإنجيلية في غينيا الإسبانية. وبعد استقلال البلاد في 12 أكتوبر من عام 1968، عملت هذه الكنيسة تحت إشراف سلطات الحكومة الجديدة بعد الاستقلال.

### العصور الحديثة

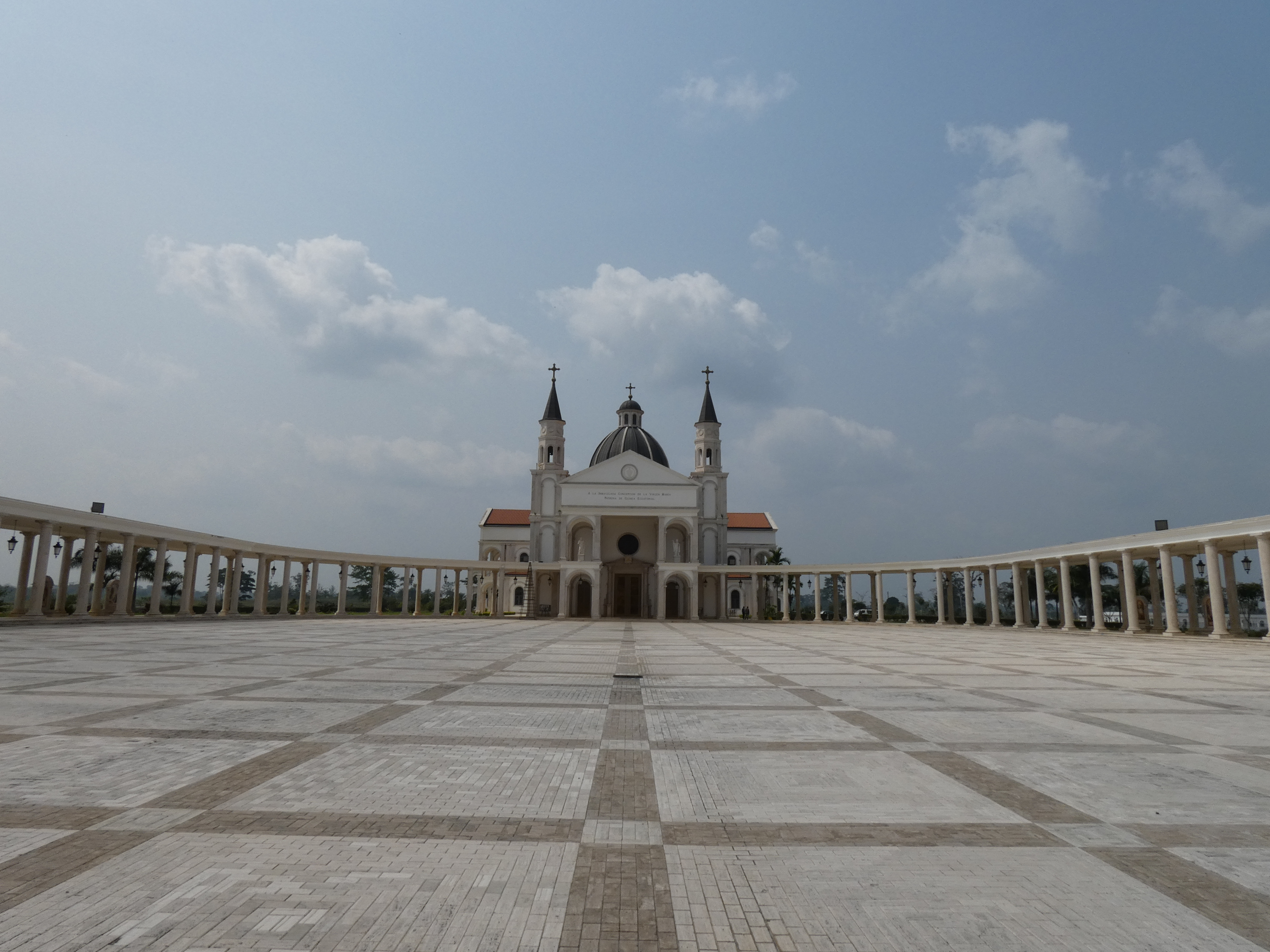
بازيليكا الحبل بلا دنس في مونغومو.

في 12 أكتوبر عام 1968، أصبحت غينيا الاستوائية دولة مستقلة. قبل تعيين ريو موني نائباً للنيابة الرسولية في عام 1965، كان هناك 180 ألف كاثوليكي في البلاد، وهي أعلى نسبة من الكاثوليك في كل أفريقيا. بعد الاستقلال كانت هناك آمال قصيرة بالحرية الدينية. ومع ذلك، وبسبب الارتباط بالتاريخ الاستعماري، كان هناك اضطهاد شديد للمسيحيين تحت حكم فرانسيسكو ماسياس نغيما، والذي كان رئيساً للبلاد من عام 1968 إلى عام 1979، أصبحت الحملة العدائية على الكنيسة الكاثوليكية أحد جهوده الرئيسية، وطالب السكان المحليين الاعتراف به كمسيح، وأثرَّت عبادة شخصيته أثرت في الكنيسة الكاثوليكية في غينيا الاستوائية، حيث أُمر القساوسة بشكر الرئيس قبل القداس، بينما وُضعت صوره في الكنائس. نتيجة لحملات الإضطهاد فرَّ عشرات الآلاف من المسيحيين من البلاد إلى الغابون أو الكاميرون.
بعد سقوط نظام فرانسيسكو ماسياس نغيما، بذلت جهود لإعادة تأسيس الكنيسة الرومانية الكاثوليكية في غينيا الاستوائية. وبعد وقف القمع ضد الكنيسة وتشجيع جهود إسبانيا لإضفاء الطابع الديمقراطي على البلاد، أجرت غينيا الاستوائية أول انتخابات «حرة» في عام 1993 ، عندما انتخبت أغلبية ساحقة تيودورو أوبيانغ. ووصل تيودورو أوبيانغ إلى كرسي الحكم خلفاً لعمه فرانسيسكو ماسياس نغيما، وكسب شعبية بعد أن خفف بعض القيود التي كان عمه قد فرضها مثل حظر الكنيسة الكاثوليكية ولكنه بقيَ مسيطرًا على مقاليد الأمور بيد من حديد. وأعقبت الزيارة البابا يوحنا بولس الثاني للبلاد في فبراير من عام 1982 إلى إنشاء أبرشية رومانية كاثوليكية جديدة خاصة للبلاد مقرها في مدينة مالابو، وأبرشية باتا وإيبايين. وتضم الكنيسة الكاثوليكية هناك خمسة أبرشيات، بما في ذلك أسقفية واحدة. ويُقيم مسلمو غينيا الاستوائية علاقة جيدة مع كل من النظام الحاكم وقادة الكنيسة الكاثوليكية والبروتستانتية بالبلاد. في يوليو عام 1999، اجتمع 50 أسقفًا من أفريقيا الوسطى لمناقشة المخاوف بشأن الاحتيال والقبلية والفساد التي ابتليت بها ليس غينيا الاستوائية فحسب، بل أيضًا العديد من البلدان الأفريقية المجاورة.
ومع ذلك، في يوليو عام 1998، نفذت حكومة غينيا الاستوائية في النهاية عدة إجراءات قمعية ضد الكنيسة الكاثوليكية: بالإضافة إلى طرد ثلاثة مبشرين أجانب من الولايات المتحدة من البلاد، وبدأت في مطالبة القساوسة بطلب الإذن قبل الاحتفال الديني أو عقد الاجتماعات. رأى القادة الكاثوليك في هذا المطلب على أنه انتقام حكومي من الإدانة العلنية لانتهاكات حقوق الإنسان ومظاهر الفساد. كما تابعت الكنيسة عن كثب اعتقال الكاهن إدواردو لوسوها بيلوب في يناير عام 1998، بزعم ارتباطه بمحاولة انقلاب فاشلة في العام السابق. في عام 1991، تم سن قانون يُحدد قواعد تسجيل الجماعات الدينية، والذي يُقنن رسميًا المعاملة التفضيلية للكنيسة الكاثوليكية والكنيسة الإصلاحية في غينيا الاستوائية، حيث لا يحتاج أي منهما إلى تسجيل الدولة. في الممارسة العملية، تعني هذه المعاملة التفضيلية أيضًا أن يتم الاحتفال بالقداس في جميع الاحتفالات الرسمية، لا سيما أثناء الاحتفالات بالذكرى السنوية للانقلاب عام 1979، وعيد الاستقلال وعيد ميلاد الرئيس.